# Associazione Calcio Rhodense 1981-1982
Questa voce raccoglie le informazioni riguardanti l'Associazione Calcio Rhodense nelle competizioni ufficiali della stagione 1981-1982.

## Rosa
| N. |                   | Ruolo | Calciatore            |
| -- | ----------------- | ----- | --------------------- |
|    | Italia (bandiera) | A     | Eustachio Albanese    |
|    | Italia (bandiera) | A     | Marco Andreoli        |
|    | Italia (bandiera) | D     | Roberto Bellio        |
|    | Italia (bandiera) | C     | Paolo Bertin          |
|    | Italia (bandiera) | C     | Alberto Borsani       |
|    | Italia (bandiera) | C     | Cristiano Breviglieri |
|    | Italia (bandiera) | C     | Massimiliano Calvi    |
|    | Italia (bandiera) | D     | Franco Campidonico    |
|    | Italia (bandiera) | D     | Maurizio Carlà        |
|    | Italia (bandiera) | C     | Paolo Cassaghi        |
|    | Italia (bandiera) | C     | Silvano Diligenti     |
|    | Italia (bandiera) | A     | Patrizio Di Stefano   |

| N. |                   | Ruolo | Calciatore          |
| -- | ----------------- | ----- | ------------------- |
|    | Italia (bandiera) | C     | Ennio Fiaschi       |
|    | Italia (bandiera) | A     | Lorenzo Garavaglia  |
|    | Italia (bandiera) | D     | Luca Giorgi         |
|    | Italia (bandiera) | C     | Maurizio Grosselli  |
|    | Italia (bandiera) | D     | Claudio Lombardo    |
|    | Italia (bandiera) | D     | Stefano Maccoppi    |
|    | Italia (bandiera) | P     | Antonello Sartorel  |
|    | Italia (bandiera) | C     | Giovanni Rocchi     |
|    | Italia (bandiera) | A     | Francesco Spigariol |
|    | Italia (bandiera) | P     | Ottavio Strano      |
|    | Italia (bandiera) | C     | Gaspare Uzzardi     |

## Risultati

### Campionato

#### Girone di andata
| 20 settembre 1981 1ª giornata | Sant'Angelo | 2 – 3 | Rhodense |  |

| 27 settembre 1981 2ª giornata | Rhodense | 2 – 1 | Fano |  |

| 4 ottobre 1981 3ª giornata | Alessandria | 1 – 0 | Rhodense |  |

| 11 ottobre 1981 4ª giornata | Rhodense | 0 – 1 | Modena |  |

| 18 ottobre 1981 5ª giornata | Trento | 1 – 0 | Rhodense |  |

| 25 ottobre 1981 6ª giornata | Rhodense | 2 – 1 | Sanremese |  |

| 1º novembre 1981 7ª giornata | Treviso | 1 – 0 | Rhodense |  |

| 8 novembre 1981 8ª giornata | Rhodense | 1 – 0 | Forlì |  |

| 15 novembre 1981 9ª giornata | Piacenza | 3 – 0 | Rhodense |  |

| 22 novembre 1981 10ª giornata | Rhodense | 1 – 1 | Mantova |  |

| 29 novembre 1981 11ª giornata | Parma | 1 – 2 | Rhodense |  |

| 6 dicembre 1981 12ª giornata | Rhodense | 1 – 1 | Lanerossi Vicenza |  |

| 13 dicembre 1981 13ª giornata | Monza | 1 – 0 | Rhodense |  |

| 20 dicembre 1981 14ª giornata | Rhodense | 1 – 1 | Empoli |  |

| 3 gennaio 1982 15ª giornata | Triestina | 1 – 1 | Rhodense |  |

| 10 gennaio 1981 16ª giornata | Rhodense | 0 – 1 | Padova |  |

| 17 gennaio 1981 17ª giornata | Atalanta | 3 – 0 | Rhodense |  |

#### Girone di ritorno
| 24 gennaio 1982 18ª giornata | Rhodense | 2 – 0 | Sant'Angelo |  |

| 31 gennaio 1982 19ª giornata | Fano | 1 – 0 | Rhodense |  |

| 7 febbraio 1982 20ª giornata | Rhodense | 0 – 0 | Alessandria |  |

| 14 febbraio 1982 21ª giornata | Modena | 3 – 0 | Rhodense |  |

| 21 febbraio 1982 22ª giornata | Rhodense | 0 – 0 | Trento |  |

| 28 febbraio 1982 23ª giornata | Sanremese | 1 – 0 | Rhodense |  |

| 7 marzo 1982 24ª giornata | Rhodense | 1 – 1 | Treviso |  |

| 21 marzo 1982 25ª giornata | Forlì | 2 – 1 | Rhodense |  |

| 28 marzo 1982 26ª giornata | Rhodense | 1 – 0 | Piacenza |  |

| 4 aprile 1982 27ª giornata | Mantova | 2 – 1 | Rhodense |  |

| 18 aprile 1982 28ª giornata | Rhodense | 0 – 0 | Parma |  |

| 25 aprile 1982 29ª giornata | Lanerossi Vicenza | 2 – 0 | Rhodense |  |

| 2 maggio 1982 30ª giornata | Rhodense | 1 – 1 | Monza |  |

| 9 maggio 1982 31ª giornata | Empoli | 0 – 0 | Rhodense |  |

| 16 maggio 1982 32ª giornata | Rhodense | 3 – 2 | Triestina |  |

| 23 maggio 1982 33ª giornata | Padova | 3 – 0 | Rhodense |  |

| 30 maggio 1982 34ª giornata | Rhodense | 1 – 0 | Atalanta |  |